# More Kiss/Song for You
「More Kiss/Song for You」（モア・キス/ソング・フォー・ユー）は
、Fairiesのメジャーデビューシングル。2011年9月21日にSONIC GROOVEから発売された。

## 概要
- 両A面シングル。伊藤萌々香がメインボーカルを務めた。
- 「More Kiss」で第53回日本レコード大賞最優秀新人賞を受賞した。ヴィジョンファクトリー（現:ライジングプロダクション）所属タレントとしては、知念里奈「precious・delicious」、八反安未果「SHOOTING STAR」、w-inds.「Paradox」に次いで4組目の受賞となる。
- 2曲目の「Song for You」では、メンバー全員がボーカルを取っている。

## 販売形態
以下の3形態で発売。
- AVCD-16246：CD+DVD
- AVCD-16247：CD+BOOKLET、32ページのフォトブック付き
- AVCD-16248：CD：

## 収録曲

### CD
1. More Kiss [4:23]
作詞・作曲：葉山拓亮、編曲：BOY SKI MASK
2. Song for You [4:06]
作詞・作曲・編曲：葉山拓亮
3. More Kiss（Instrumental）
4. Song for You（instrumental）

### DVD
1. More Kiss MUSIC VIDEO
2. Song for You MUSIC VIDEO

## イベント
- 「More Kiss/Song for You」購入者限定スペシャルイベント（2011年11月6日、原宿アストロホール）